# Alix

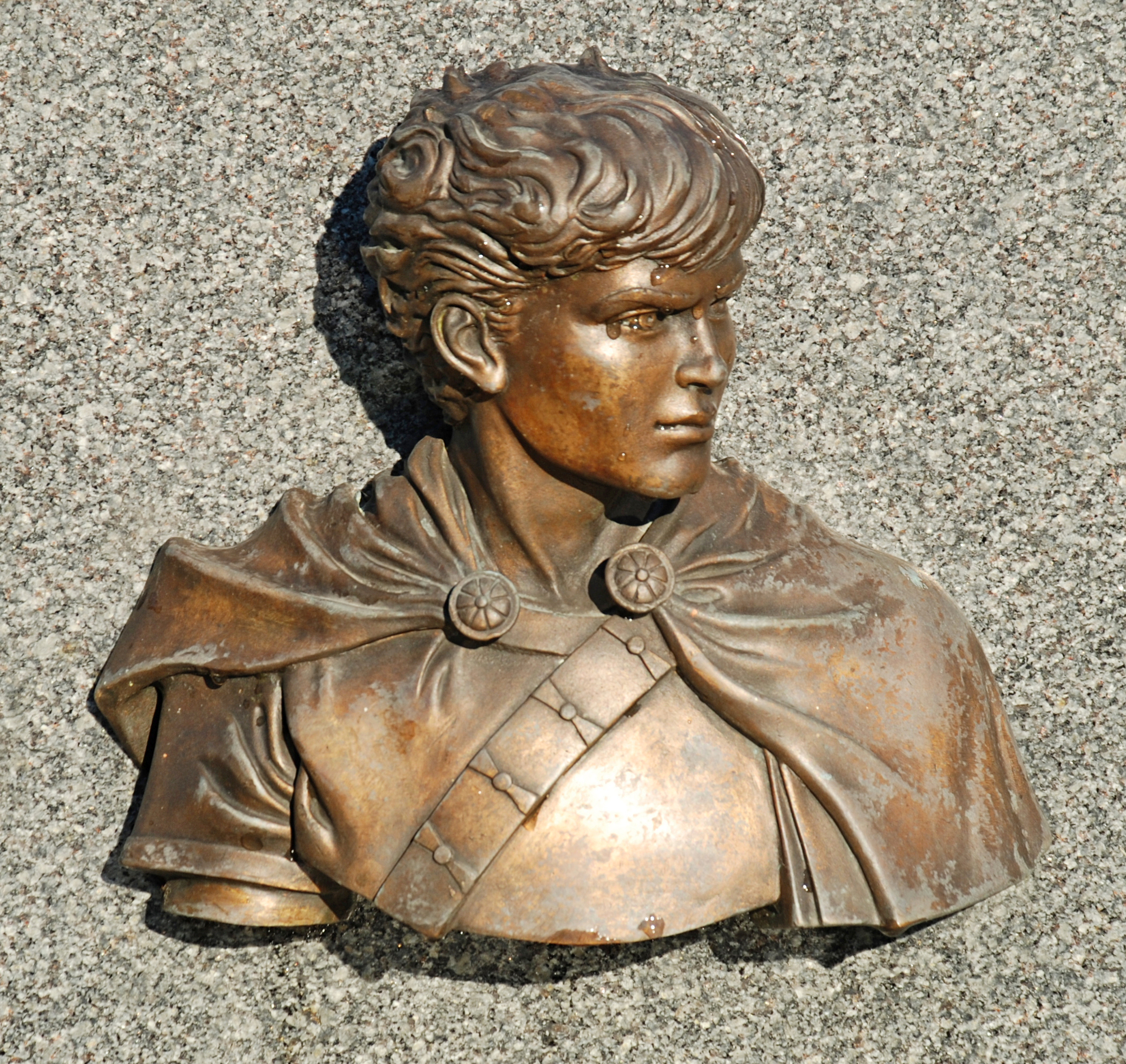
Busto de Alix no túmulo de Jacques Martin em Céroux (Ottignies-Louvain-la-Neuve, Bélgica).

Alix é uma série de história em quadrinhos criada por Jacques Martin em 1948, cujo enredo se passa na época do Império Romano, em lugares como Roma, Gália, Mesopotâmia, África e Ásia Menor.